# Tymczasowy Ludowy Rząd Rewolucyjny Czeczenii-Inguszetii
Tymczasowy Ludowy Rząd Rewolucyjny Czeczenii-Inguszetii to był byt polityczny utworzony przez rodowitych Czeczenów, którzy jeszcze po II wojnie światowej ubiegali się o niepodległość tego oto regionu, oraz przez Inguszy. W latach 1940-1944, podczas II wojny światowej, Czeczenia i Inguszetia znajdowały się pod radziecką administracją, jednak po wysiedleniu Czeczenów i Inguszy w 1944 roku przez Stalina, obie narodowości zostały niemal całkowicie usunięte z własnych ziem i deportowane na Syberię oraz do Kazachstanu. Zanim jednak do tego doszło, w okresie 1940-1944, na terenach, które były kontrolowane przez ZSRR, istniały wśród lokalnych społeczności nastroje, które zostały wykorzystane przez Niemców.

## Formowanie
W 1940 roku, po rozpoczęciu niemieckiej inwazji na ZSRR, Niemcy postanowili wspierać lokalne antyradzieckie ruchy narodowo-wyzwoleńcze. Czeczeni i Ingusze, którzy nie byli zadowoleni z polityki stalinowskiej, w tym brutalnej kolektywizacji, represji i deportacjach, byli jednym z narodów, które mogły być wykorzystane przez Niemców w ich walce z ZSRR.
Rząd Tymczasowy Ludowy Rząd Rewolucyjny Czeczenii-Inguszetii został powołany w 1942 roku przez Niemców jako pro-nazistowska organizacja mająca na celu uzyskanie lokalnego poparcia i zorganizowanie oporu przeciwko Armii Czerwonej na Kaukazie. Rząd ten miał być organizacją reprezentującą interesy Czeczenów i Inguszy, a jednocześnie współpracującą z Niemcami. Jednym z jego głównych celów była obietnica utworzenia niepodległej Czeczenii i Inguszetii, które miałyby być administracyjnie niezależne od ZSRR po zakończeniu wojny.

## Cel
Głównym celem rządu było zorganizowanie oporu przeciwko Armii Czerwonej oraz tworzenie warunków do niepodległości Czeczenii i Inguszetii po wojnie. Niemcy liczyli, że wspierając lokalne ruchy narodowe, osłabią ZSRR i zyskają sojuszników w regionie.

## Koniec rządów
Niemiecka porażka na froncie wschodnim sprawiła, że rząd ten stracił znaczenie. W 1944 roku, po klęsce Niemców na Kaukazie, Czeczenia i Inguszetia zostały całkowicie deportowane przez Stalina na Syberię.
Tymczasowy Ludowy Rząd Rewolucyjny Czeczenii-Inguszetii został rozwiązany, a większość jego członków zginęła lub zniknęła w trakcie wojny. Sama Czeczenia, podobnie jak inne narody Kaukazu, została poddana brutalnym represjom ze strony radzieckich władz.